# Ségrie-Fontaine
Ségrie-Fontaine foi uma comuna francesa na região administrativa da Normandia, no departamento Orne. Estendia-se por uma área de 6,66 km². Em 2010 a comuna tinha 410 habitantes (densidade: 61,6 hab./km²).
Em 1 de janeiro de 2016, passou a formar parte da nova comuna de Athis-Val de Rouvre.